# Инверсия абстракции
Инве́рсия абстра́кции (англ. abstraction inversion) — ошибка проектирования программного модуля, когда в сложном модуле для пользователя закрыты некоторые простые, но необходимые функции. В результате пользователь модуля вынужден реализовывать простую функциональность на основе интерфейса модуля, иногда с использованием недокументированных возможностей и побочных эффектов, в то время когда она уже реализована внутри модуля. То есть, реализовывать более низкоуровневые функции на основе высокоуровневых, откуда и происходит термин «инверсия абстракции».

## Последствия
- Функция, реализованная с инверсией абстракции, может иметь неожиданно высокие требования по памяти и времени вычисления.
- Пользователям приходится писать то, что уже написано, увеличивая риск возникновения ошибок.

## Как обойти
Разработчикам модуля:
- Если в модуле есть сходные функции (например, критическая секция и мютекс), тщательно выясните, что писать с нуля, и что делать «обёрткой».
- Не заставляйте пользователей писать то, что у вас написано.

Пользователям модуля:
- Выбирайте версию модуля. Иногда проблема имеется только в более новой версии.

## Неправильное применение термина
- Этим словом неправильно называют сложный модуль с простым интерфейсом (что, как правило, желательно).
- Иногда это навешивают как «ярлык» на ненравящуюся архитектуру.

## Примеры
- В объектно-ориентированных языках программирования простые конструкции приходится реализовывать сложными путями. Например, чтобы создать поток в Java, нужно подключить интерфейс Runnable и переопределить метод run(). Иногда это служит единственным объяснением классу.
- Во многих библиотеках работы с графикой в Windows палитра реализуется через WinAPI (даже если библиотека WinAPI не используется). В этом случае могут быть проблемы с созданием палитровых рисунков с количеством цветов, близким к 256 (так как Windows резервирует несколько цветов в палитре для собственных нужд).